# استخدام المعرفة في المجتمع

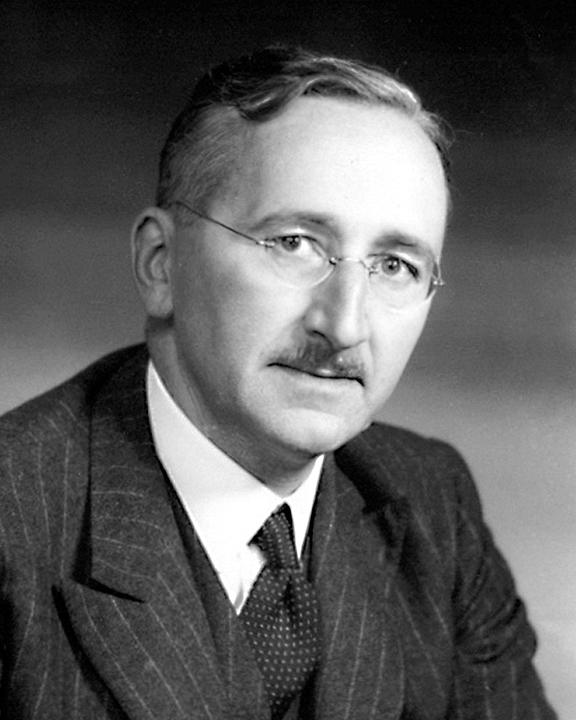

"استخدام المعرفة في المجتمع" هو مقال علمي كتبه عالم الاقتصاد النمساوي-البريطاني فريدريش هايك، ونُشر لأول مرة في عدد شهر سبتمبر من عام 1945 في مجلة The American Economic Review.
وقد كُتِب هذا المقال (إلى جانب مقال "معنى المنافسة") ردًّا على الاقتصادي أوسكار ر. لانج، الذي كان من مؤيدي الاقتصاد المخطط. وقد ضُمِّن لاحقًا ضمن اثنتي عشرة مقالة في كتاب هايك المعنون "الفردية والنظام الاقتصادي"، الصادر عام 1948. وتُعد هذه المقالة من أبرز المساهمات في الفكر الاقتصادي الحديث.

## الطرح النظري
يجادل هايك في هذا المقال ضد إنشاء مجلس مركزي للتسعير – كما دعا إليه لانغ – من خلال إبراز الطابع الديناميكي والعضوي لتقلّبات الأسعار في السوق، والفوائد المترتبة على هذه الظاهرة. ويؤكد أن الاقتصاد المخطط مركزيًا لا يمكن أن يضاهي كفاءة السوق المفتوحة، لأن ما يعرفه الفرد الواحد لا يمثل إلا جزءًا ضئيلًا من مجموع المعرفة التي يمتلكها جميع أفراد المجتمع. وبالتالي، فإن الاقتصاد اللامركزي يُكمل الطابع المتناثر للمعلومات المنتشرة في أرجاء المجتمع.
ويعبّر هايك عن هذه الفكرة بقوله: "إن المُدهش في حالة ندرة إحدى المواد الخام، هو أنه من دون صدور أي أمر، ومن دون أن يعرف السبب أكثر من حفنة من الأشخاص، يُجبر عشرات الآلاف من الأفراد – الذين قد يتعذّر تحديد هويتهم حتى بعد شهور من التحقيق – على استخدام هذه المادة أو منتجاتها بشكل أكثر ترشيدًا؛ أي أنهم يتجهون في المسار الصحيح."
كما يتناول المقال مفهومي "التوازن الفردي"، وفكرة هايك بشأن التمييز بين نوعين من المعرفة: المعرفة النافعة والعملية، وتلك التي هي علمية أو نظرية بحته

## ردود الفعل
تُعد مقالة "استخدام المعرفة في المجتمع" عملًا رائدًا في الفكر الاقتصادي، وقد كانت من بين أكثر المقالات إشادة واستشهادًا بها في القرن العشرين.
وقد نجحت المقالة في إقناع عدد من أنصار الاشتراكية في السوق، وأعضاء لجنة كاولز (التي كانت تمثل الجمهور المستهدف من نقد هايك)، كما لقيت قبولًا إيجابيًا من قِبل عدد من كبار الاقتصاديين، من بينهم هيربرت أ. سيمون، وبول سامويلسون، وروبرت سولو.
يتذكر الاقتصادي أرمن ألكيان من جامعة كاليفورنيا في لوس أنجلوس (UCLA) مدى الحماس الذي شعر به عند قراءة مقال هايك، إذ كان يتوقف في ممرات الجامعة ليسأل زملاءه الاقتصاديين إذا كانوا قد قرأوا مقال هايك.
في عام 2011، تم اختيار مقال "استخدام المعرفة في المجتمع" كواحد من أفضل 20 مقالًا نُشرت في مجلة American Economic Review خلال أول مئة عام من تاريخها.كما أدرجه توم بتلر-باودون في كتابه الصادر عام 2017 بعنوان "50 كتابًا كلاسيكيًا في الاقتصاد".
في حين وصف الخبير الاقتصادي جورج ستيجلر، في محاضرته بمناسبة حصوله على جائزة نوبل، المقال بأنه "قوي ومُلهم"، فقد أشار إلى أن هايك لم يتناول بشكل كافٍ مبادئ اكتساب المعرفة.
اعتبارًا من عام 2023، تجاوز عدد الاستشهادات بالمقالة في قاعدة بيانات Google Scholar أكثر من 22,000 استشهاد.

## التأثير
ذكر جيمي ويلز، أحد مؤسسي ويكيبيديا، أنه قرأ مقال "استخدام المعرفة في المجتمع" أثناء دراسته الجامعية، ووصفه بأنه عمل "محوري" في تشكيل تفكيره حول "كيفية إدارة مشروع ويكيبيديا".
جادل هايك بأن المعلومات لامركزية، أي أن المعرفة موزعة بشكل غير متساوٍ بين مختلف أعضاء المجتمع، ونتيجة لذلك، تُتخذ القرارات بشكل أفضل من قبل أولئك الذين يمتلكون المعرفة المحلية بدلاً من سلطة مركزية. وقد "مهد المقال الطريق" لاستخدام نماذج نظرية الألعاب في وقت لاحق.
كما كان للمقال تأثير حيوي على الاقتصادي توماس سويل، حيث كان مصدر إلهام له لكتابة كتابه "المعرفة والقرارات".وشهد الاقتصادي السويدي أسار ليندبيك، الذي ترأس لجنة جائزة نوبل التذكارية في العلوم الاقتصادية، بأن مقال "استخدام المعرفة في المجتمع" كان العمل الذي أوضح له "مزايا الأسواق التي تعمل بشكل جيد.

## روابط خارجية
- كتاب صوتي لمقالة "استخدام المعرفة في المجتمع" بصيغة الملكية العامة على موقع LibriVox